# 腓特烈·威廉 (布蘭登堡-施韋特)
腓特烈·威廉（德語：Friedrich Wilhelm，1700年11月17日—1771年3月4日），布蘭登堡-施韋特藩侯，1711年至1771年在位。

## 家庭
1734年，腓特烈·威廉與普魯士的索菲·多蘿西亞結婚，兩人共有2子3女：
- 弗蕾德里克（1736年—1798年），符騰堡公爵夫人
- 安娜·伊莉莎白·路易絲（英语：Princess Anna Elisabeth Louise of Brandenburg-Schwedt）（1738年—1820年），普魯士奧古斯特·斐迪南王子的妻子
- 格奧爾格·菲利普（1741年—1742年），夭折
- 菲律賓（英语：Margravine Philippine of Brandenburg-Schwedt）（1745年—1800年），黑森-卡塞爾伯爵夫人
- 格奧爾格·腓特烈·威廉（1749年—1751年），夭折